# ديسكارجاماريا
بلدية ديسكارجاماريا (بالإسبانية: Descargamaría)‏، هي بلدية تقع في مقاطعة قصرش والتي تقع في منطقة إكستريمادورا، غرب إسبانيا.
يبلغ عدد سكانها 277 نسمة وفقاً لإحصائية سنة (2002).